# State Property 2 : Règlement de comptes
Pour plus de détails, voir Fiche technique et Distribution.
State Property 2 : Règlement de comptes est un film américain réalisé par Damon Dash sorti le 13 avril 2005.
Le film met en vedettes  de nombreux rappeurs américains comme : Beanie Sigel, N.O.R.E., Damon Dash, Kanye West, Freeway, Cam'Ron, Juelz Santana, Ol' Dirty Bastard et comprend en guest star de nombreux invités tels que Mariah Carey, par exemple.

## Synopsis
Trois gangsters s'unissent pour régner sur un important trafic de drogues.

## Fiche technique
- Titre original :  State Property 2
- Titre français :  State Property 2 : Reglement De Comptes
- Réalisation : Damon Dash
- Scénario : Adam Moreno
Damon Dash
- Costumes : Crystal Streets
- Décors :
- Photographie : Tom Houghton
- Montage : Gary Levy
- Musique : Kerry Muzzey
- Société de production : Lionsgate
- Pays d'origine :  États-Unis
- Langue : Anglais
- Genre : Crime
- Format : Technicolor, 1,78, couleurs, son Dolby
- Durée : 90 minutes
- Dates de sortie : 13 avril 2005

## Casting
- Beanie Sigel - Beans
- N.O.R.E. - El Pollo Loco
- Damon Dash - Dame
- Michael Bentt - Biggis
- Omillio Sparks - Baby Boy
- Oschino - D-Nice
- Freeway - Free
- Young Gunz - Chris & Neef
- Cam'ron - Cam'ron
- Juelz Santana - Juelz Santana
- Jim Jones - Jimmy Jones
- Duan Grant - P-Nut
- Sundy Carter - Aisha
- Ol' Dirty Bastard - Dirt McGirt
- Nicole Wray - Nicole Wray
- Kanye West - Kanye West
- Mariah Carey - Dame's Wife
- 'Fame' Jamal Grinnage MOP - Fame
- 'Billy' MOP - Billy Danz
- 'Fox' MOP - Fox
- Loon - El Pollo Loco's father
- Angie Martinez - Mardi
- Omahyra Mota - La mère de Polo
- Roselyn Sánchez - District Attorney
- Bernard Hopkins - Dealer de drogues